# Imagina z Limburgu

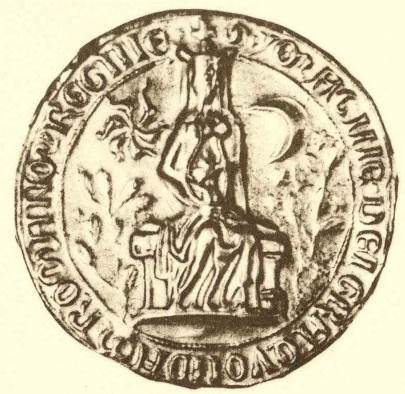
Pečeť římské královny Imaginy z Limburgu

Imagina z Limburgu (asi 1255 Limburg an der Lahn – 29. září 1318 Klarenthal) byla nasavská hraběnka a římskoněmecká královna.
Imagina byla dcerou hraběte Gerlacha I. Limburského a Imaginy z Blieskatelu. Na přelomu let 1270/1271 se provdala za hraběte Adolfa a stala se tak hraběnkou nasavskou. Podle pověsti šlo o sňatek z lásky. Ze spokojeného manželství se narodilo osm dětí.

## Římskou královnou
Adolf byl roku 1292 díky neshodám mezi královskými švagry Václavem II. a Albrechtem zvolen na římský trůn. Rakouský vévoda Albrecht doufal, že bude horkým kandidátem na římský trůn, ale Václav II. společně s braniborským a saským kurfiřtem prosadil volbu bezvýznamného hraběte Adolfa Nasavského, který neměl ani moc majetku, ani moc příznivců.
Z trůnu se Adolf moc dlouho netěšil, po mnoha politických tahanicích byl poražen Albrechtem Habsburským, zemřel v bitvě u Göllnheimu v roce 1298. Ovdovělá Imagina se uchýlila do kláštera klarisek v Klarenthalu, který založil manžel Adolf na její naléhání. Dcera Adelhaid byla abatyší, jednalo se o rodovou fundaci rodu nasavských hrabat. Zde byla královna vdova po smrti také pohřbena.

## Potomci

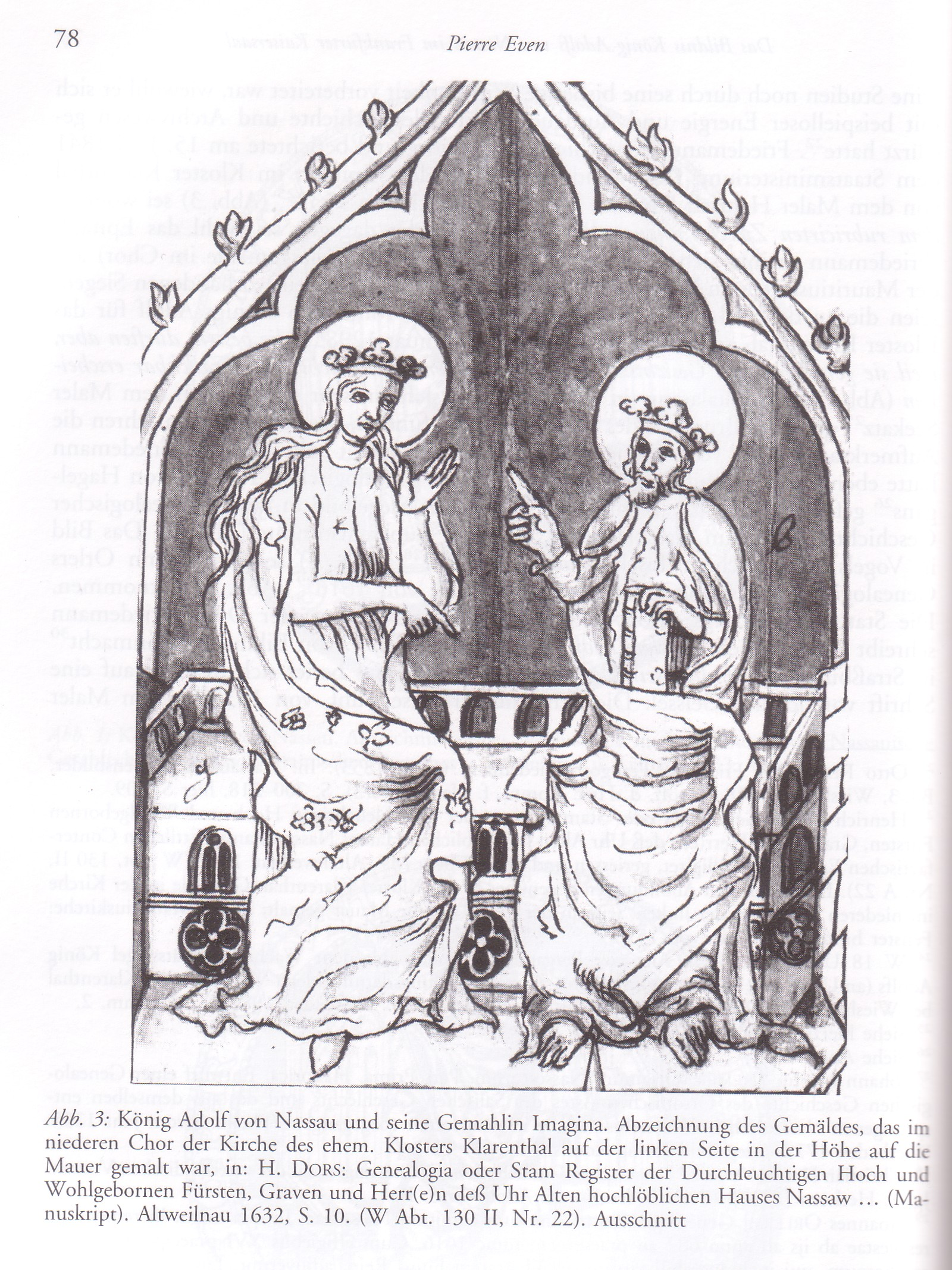
Adolf a Imagina (nákres vitráže z kláštera Klarenthal)

- Jindřich
- Imagina
- Gerlach I. Nasavský
- Adolf
- Walram III. z Wiesbadenu
- Ruprecht VI. Nasavský
- Adelheid – abatyše v Klarenthalu
- Mechtilda